# Rheniumdiborid
Rheniumdiborid (ReB2) ist ein künstlich hergestellter kristalliner Feststoff. Er besteht aus den Elementen Rhenium und Bor und besitzt eine vergleichbar hohe Härte wie Diamant. In Versuchen war es möglich, Diamant mit Rheniumdiborid zu ritzen, woraus sich schließen lässt, dass diese Substanz in zumindest einer kristallographischen Richtung (der c-Achse) eine höhere Härte als Diamant aufweist.

## Geschichte und Herstellung

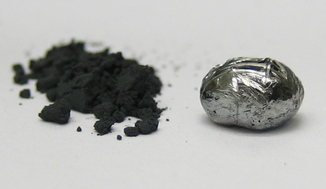
Rheniumdiborid, ReB_{2}

Rheniumdiborid ist eine in der Natur nicht vorkommende Verbindung und wurde erstmals in den 1960er-Jahren synthetisiert. Seine extrem hohe Härte wurde erst von einer Gruppe Wissenschaftler um Hsiu-Ying Chung von der University of California, Los Angeles, entdeckt und im Jahr 2007 veröffentlicht. Es wird hergestellt, indem die Pulver der beiden Ausgangselemente im Vakuum, eingeschlossen in Quarzglas, für einen Zeitraum von fünf Tagen auf 950–1000 °C erhitzt werden. Dabei entsteht Rheniumdiborid als schwarzes Pulver. Die Reaktion von Rhenium und Bor im Lichtbogen führt dagegen zu metallglänzenden Pellets.
{\displaystyle \mathrm {Re+2\ B\ {\xrightarrow[{(Lichtbogen)}]{950-1000^{\circ }C}}\ ReB_{2}} }
Anders als bei der Herstellung von künstlichem Diamant oder kubischem Bornitrid wird hier kein großer Druck benötigt. Dadurch ist der Produktionsprozess preiswerter und unkomplizierter.

## Eigenschaften
Der Kompressionsmodul von Rheniumdiborid beträgt 360 GPa und liegt damit nahe unterhalb der bei Diamant gemessenen 442 GPa. Bei Temperaturen zwischen 4,5 K und 6,3 K wird die Substanz supraleitend; das Trirheniumborid (Re3B) besitzt diese Eigenschaft bei ca. 4,7 K.